# Surveyor 4
A Surveyor 4, foi a quarta sonda do Programa Surveyor. Lançada em 14 de julho de 1967, seu objetivo era:
obter dados sobre a superfície lunar que seriam necessários para os pousos do futuro Projeto Apollo.
Esta sonda, foi lançada por um veículo lançador Atlas-Centaur, a partir do 
Centro de Lançamento de Cabo Canaveral.
A Surveyor 4, não completou sua missão. Faltando apenas 2 minutos e meio para o pouso, o contato com ela foi perdido as 2:03 UTC, em 17 de Julho.
1. ↑  «Surveyor 4». National Aeronautics and Space Administration. Consultado em 11 de julho de 2024
2. ↑  O'Neil, W. J.; Labrum, R. G.; Wong, S. K.; Reynolds, G. W. (1968). The Surveyor III and Surveyor IV Flight Paths and Their Determination from Tracking Time (PDF). Pasadena, California: California Institute of Technology